# Elección presidencial de Haití de 2006
La elección presidencial en Haití se realizó el 7 de febrero de 2006, y fue convocada para sustituir al gobierno interino del presidente Boniface Alexandre y el primer ministro Gerard Latortue quienes obtuvieron sus cargos después del derrocamiento por golpe de Estado en 2004 de Jean-Bertrand Aristide. Estos comicios fueron pospuestos en cuatro ocasiones debido a la grave inestabilidad del país, estando programadas originalmente para octubre y noviembre de 2005. Finalmente se hicieron el 15 de febrero de 2006, las elecciones no solo fueron vigiladas sino también organizadas por la ONU. El máximo favorito era René Préval pro-Aristide, para disgusto del en ese entonces gobierno haitiano, la derecha del país y el gobierno de Estados Unidos. 
Las elecciones realizadas el día martes 7 de febrero tuvieron un desarrollo caótico  (enlace roto disponible en Internet Archive; véase el historial, la primera versión y la última)., una gran desorganización de los centros electorales, además hubo incidentes violentos que costaron la vida a varias personas, además de grandes colas con el agolpamiento de multitud de votantes lo que incluye un muerto por asfixia, debido a los escasos y mal organizados centros electorales, muchos votantes tuvieron que caminar larguísimas distancias desde sus hogares para ejercer su derecho al voto. Muchos sectores tanto políticos como sociales acusan que las elecciones no fueron limpias y han hablado de inoperancia de la ONU, el gobierno interino y las fuerzas desplegadas en el país caribeño tanto en organización como en seguridad. 

## Acusaciones de fraude

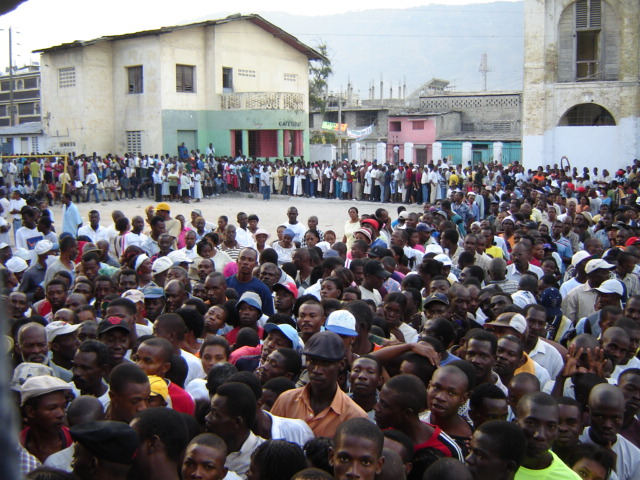
Jornada electoral en Haití, el 7 de febrero de 2006.

Muchos candidatos consideran que en estas elecciones hubo un fraude masivo, incluyendo a Rene Preval el máximo favorito, tanto el como sus partidarios alegaron que los centros localizados en las zonas donde vive la burguesía y la clase alta del país no hubo problemas en los centros de votación y abrieron rápidamente, por el contrario en las zonas pobres (mayoritariamente pro-Preval) los centros en muchos casos no abrieron o abrieron tarde y hubo muchos obstáculos para que la ciudadanía ejerciera el derecho al voto, y que fue hecho adrede.
Otros candidatos incluyendo al empresario de raza blanca Charles Henry Baker, el segundo en intención de voto, (pero muy atrás de Preval) alegó que el fraude consistía en usar boletas múltiples y muchas boletas están adulteradas o duplicadas.
Otros candidatos con intenciones menores de votos también alegaron fraude.

## Candidatos a presidente
1. Paul Arcelin - Independiente
2. Charles Henry Baker -  Independiente
3. Marc Bazin - Movimiento para la Instalación de la Democracia en Haití
4. Jacques Ronald Belot -  Independiente
5. Bonivert Claude - Partido para la Transformación de Haití
6. Paul Denis - Organización del Pueblo en Lucha
7. Jean-Claude Duvalier - Partido de Unidad Nacional
8. Hubert de Ronceray - Grand Front Centre Droit (GFCD)
9. Rigaud Duplan - PJPDN
10. Reynold Georges - Alianza para la Liberación y el Avance de Haití
11. Serge Gilles - Fusión de los Socialdemócratas Haitianos
12. Gérard Gourgue - Movimiento por la Democracia Unida
13. Vladimir Jeanty - Partido De Dios
14. Chavannes Jeune -  Unión para la Reconstrucción de Haití
15. Leslie Manigat - Agrupación de Demócratas Nacionales Progresistas
16. Luc Mesadieu -  Independiente
17. Samir Georges Mourra -  Movilización para el Progreso de Haití
18. Evans Nicolas - Unión para la Reconstrucción de Haití
19. Jose Jacques Nicolas -  Independiente
20. Evans Paul - Alianza Democrática
21. Guy Philippe - Frente Nacional Revolucionario para la Liberación de Haití
22. René Préval - Esperanza
23. Himler Rebu - GREH
24. Franck Romain - Camp Patriotique et l'Alliance Haïtienne (PACAPALAH)
25. Dumarsais Simeus - Independiente
26. Dany Toussaint - Movimiento Democrático Reformado de Haití (MODEREH)

## Resultados
Resultados de los comicios presidenciales de Haití del 7 de febrero de 2006
| Candidatos - Partidos | Votos   | %     |
| --- | ------- | ----- |
| René Préval - Frente de la Esperanza (Lespwa) | 992 796 | 51,21 |
| Leslie Manigat - Agrupación de Demócratas Nacionales Progresistas (Rassemblement des Démocrats Nationaux Progressistes)                              | 240 306 | 12,40 |
| Charles Henry Baker - Respeto (Respè) | 159 683 | 8,24  |
| Jean Chavannes Jeune - Unión Nacional Cristiana para la Reconstrucción de Haití (Union Nationale Chrétienne pour la Reconstruction d’Haiti)          | 108 283 | 5,59  |
| Luc Mesadieu - Movimiento Cristiano por un Nuevo Haití (Mouvement Chrétien pour Batir une Nouvelle Haïti)                                            | 64 850  | 3,35  |
| Serge Gilles - Fusión de los Socialdemócratas Haitianos (Fusion des Sociaux-Démocrates Haïtienne)                                                    | 50 796  | 2,62  |
| Paul Denis - Organización del Pueblo en Lucha (Òganizasyon Pèp Kap Lité)                                                                             | 50 751  | 2,62  |
| Evans Paul - Partido Alianza Democrática (Alyans/Alliance Démocratique)                                                                              | 48 232  | 2,49  |
| Guy Philippe - Frente para la Reconstrucción Nacional (Front pour la Reconstruction Nationale)                                                       | 37 303  | 1,92  |
| Luc Fleurinord - Movimiento Independiente por la Reconciliación Nacional (Mouvement Indépendant pour la Réconcilation Nationale)                     | 36 912  | 1,90  |
| Hubert Deronceray - Coalición de Demócratas Nacionales Progresistas (Rassemblement des Démocrates Nationaux Progressistes)                           | 18 459  | 0,95  |
| Marc Bazin - Union/Lavalas | 13 136  | 0,68  |
| Rigaud Duplan | 9791    | 0,51  |
| Rene Julien | 8608    | 0,44  |
| Dany Touissant | 7905    | 0,41  |
| Marie Roy | 7889    | 0,41  |
| Jean-Henold Buteau | 6543    | 0,34  |
| François Romain | 6524    | 0,34  |
| Frantz Perpignan | 6296    | 0,32  |
| Gerard Gourge | 5852    | 0,30  |
| Edouard Francisque | 5518    | 0,28  |
| Jean-Marie Cherestal | 5490    | 0,28  |
| Votos dispersos entre otros candidatos |         | 2,41  |
| Votos en blanco |         | 4,36  |
| Votos inválidos |         | 7,42  |
| Resultados parciales reflejando el 90,02% de votos contados Fuente: Provisional Electoral Committee, datos de 12:25 p. m. del 13 de febrero de 2006. |         |       |